# Атаев, Халыкберды
Халыкберды Атаев (туркм. Halykberdy Ataýew; род. 1942, с. Кипчак, Ашхабадский район, Ашхабадская область, Туркменская ССР, СССР) — туркменский государственный деятель. Министр иностранных дел Туркменистана (1992—1995).

## Биография
Родился в 1942 году в селе Кипчак Ашхабадского района Ашхабадской области Туркменской ССР.
В 1963 году окончил факультет правоведения Туркменский государственный университет, получив специальность юриста.
После окончания университета в 1963—1968 годах работал на должностях ревизора управления судебных органов, затем — старшего консультанта отдела жалоб Верховного суда Туркменской ССР. С 1968 по 1970 год был народным судьёй города Небит-Даг, с 1970 по 1972 — старшим народным судьёй Тедженского районного народного суда. Член Верховного суда Туркменской ССР в 1972—1974 годах. Почти пятнадцать лет (1974—1988) являлся Председателем Красноводского областного суда.
В 1988—1989 годах — заместитель министра юстиции Туркменской ССР.
В 1989—1991 годах — министр юстиции Туркменской ССР.
1991 — 04.08.1992 — Председатель Верховного суда Туркмении. Один из разработчиков Конституции Туркмении. Сторонник независимости суда от министерства юстиции страны.
04.08.1992 — 06.01.1995 — министр иностранных дел Туркменистана.
06.01.1995 — 04.02.1997 — министр социального обеспечения Туркменистана. 4 февраля 1997 года уволен за серьёзные недостатки в работе.
Отец семерых детей. По мнению своего предшественника на посту министра иностранных дел Авды Кулиева, Атаев приходится дальним родственником президенту Ниязову.

## Награды и звания
- Медаль «За любовь к Отечеству» (1996)